# Romain Perraud
Romain Perraud (Tolosa, 22 settembre 1997) è un calciatore francese, difensore del Lilla.

## Caratteristiche tecniche
È un terzino sinistro.

## Carriera

### Club
Cresciuto nel settore giovanile del Nizza, ha debuttato in prima squadra l'8 dicembre 2016 disputando l'incontro di UEFA Europa League vinto 2-1 contro il Krasnodar.
Il 2 luglio 2021 viene acquistato dal Southampton.

### Nazionale
Ha giocato nelle nazionali giovanili francesi Under-17, Under-19 ed Under-20.

## Statistiche

### Presenze e reti nei club
Statistiche aggiornate all'8 agosto 2025.
| Stagione           | Squadra            | Campionato         | Campionato | Campionato | Coppe nazionali | Coppe nazionali | Coppe nazionali | Coppe continentali | Coppe continentali | Coppe continentali | Altre coppe | Altre coppe | Altre coppe | Totale | Totale | Totale |
| Stagione           | Squadra            | Comp               | Pres       | Reti       | Comp            | Pres            | Reti            | Comp               | Pres               | Reti               | Comp        | Pres        | Reti        | Pres   | Reti   |        |
| ------------------ | ------------------ | ------------------ | ---------- | ---------- | --------------- | --------------- | --------------- | ------------------ | ------------------ | ------------------ | ----------- | ----------- | ----------- | ------ | ------ | ------ |
| 2014-2015          | Nizza 2            | CFA                | 5          | 0          | -               | -               | -               | -                  | -                  | -                  | -           | -           | -           | 5      | 0      |        |
| 2015-2016          | Nizza 2            | CFA                | 13         | 3          | -               | -               | -               | -                  | -                  | -                  | -           | -           | -           | 13     | 3      |        |
| 2016-2017          | Nizza 2            | CFA                | 26         | 5          | -               | -               | -               | -                  | -                  | -                  | -           | -           | -           | 26     | 5      |        |
| 2017-2018          | Nizza 2            | N2                 | 21         | 1          | -               | -               | -               | -                  | -                  | -                  | -           | -           | -           | 21     | 1      |        |
| Totale Nizza 2     | Totale Nizza 2     | Totale Nizza 2     | 65         | 9          |                 | -               | -               |                    | -                  | -                  |             | -           | -           | 65     | 9      |        |
| 2016-2017          | Nizza              | L1                 | 0          | 0          | CF+CdL          | 0+0             | 0+0             | UEL                | 1                  | 0                  | -           | -           | -           | 1      | 0      |        |
| 2017-2018          | Nizza              | L1                 | 1          | 0          | CF+CdL          | 0+0             | 0+0             | UEL                | 2                  | 0                  | -           | -           | -           | 3      | 0      |        |
| 2018-2019          | Paris FC           | L2                 | 32+1       | 5          | CF+CdL          | 1+0             | 0+0             | -                  | -                  | -                  | -           | -           | -           | 34     | 5      |        |
| 2019-2020          | Brest              | L1                 | 20         | 0          | CF+CdL          | 1+3             | 0+0             | -                  | -                  | -                  | -           | -           | -           | 24     | 0      |        |
| 2020-2021          | Brest              | L1                 | 36         | 3          | CF              | 1               | 0               | -                  | -                  | -                  | -           | -           | -           | 37     | 3      |        |
| Totale Brest       | Totale Brest       | Totale Brest       | 56         | 3          |                 | 5               | 0               |                    | -                  | -                  |             | -           | -           | 61     | 3      |        |
| 2021-2022          | Southampton        | PL                 | 20         | 0          | FACup+CdL       | 2+1             | 1+0             | -                  | -                  | -                  | -           | -           | -           | 23     | 1      |        |
| 2022-2023          | Southampton        | PL                 | 29         | 2          | FACup+CdL       | 3+4             | 2+0             | -                  | -                  | -                  | -           | -           | -           | 36     | 4      |        |
| lug.-ago. 2023     | Southampton        | FLC                | 0          | 0          | FACup+CdL       | 0+1             | 0+0             | -                  | -                  | -                  | -           | -           | -           | 1      | 0      |        |
| Totale Southampton | Totale Southampton | Totale Southampton | 49         | 2          |                 | 11              | 3               |                    | -                  | -                  |             | -           | -           | 60     | 5      |        |
| ago. 2023-2024     | Nizza              | L1                 | 19         | 0          | CF              | 2               | 0               | -                  | -                  | -                  | -           | -           | -           | 21     | 0      |        |
| Totale Nizza       | Totale Nizza       | Totale Nizza       | 20         | 0          |                 | 2               | 0               |                    | 3                  | 0                  |             | -           | -           | 25     | 0      |        |
| 2024-2025          | Betis              | PD                 | 28         | 2          | CR              | 3               | 0               | UECL               | 10                 | 0                  | -           | -           | -           | 41     | 2      |        |
| 2025-2026          | Lilla              | L1                 | -          | -          | CF              | -               | -               | UEL                | -                  | -                  | -           | -           | -           | -      | -      |        |
| Totale carriera    | Totale carriera    | Totale carriera    | 251        | 21         |                 | 22              | 3               |                    | 13                 | 0                  |             | -           | -           | 286    | 24     |        |